# Tanggungan (Pucuk)
Tanggungan is een bestuurslaag in het regentschap Lamongan van de provincie Oost-Java, Indonesië. Tanggungan telt 2551 inwoners (volkstelling 2010).